# ژرمانیم دی‌اکسید
ژرمانیم دی‌اکسید (به انگلیسی: Germanium dioxide) با فرمول شیمیایی GeO2 یک ترکیب شیمیایی با شناسه پاب‌کم 14796 است. که جرم مولی آن 104.6388 g/mol می‌باشد. شکل ظاهری این ترکیب، پودر سفید یا بلورهای بی‌رنگ است.